# Vicente Álvarez Rodríguez de Villamil
Vicente Álvarez Rodríguez de Villamil (també conegut com a Vicente Álvarez-Villamil) fou un metge i polític asturià (nascut en Villacondide, conceyu de Cuaña, però criat a Madrid) diputat i senador a les Corts Espanyoles durant la restauració borbònica. Casat amb Luisa Esquerdo Saéz, filla del psiquiatre i polític republicà Josep Maria Esquerdo i Zaragoza. Germà de Sergio Álvarez Rodríguez de Villaamil, alcalde de Madrid en 1935.
Era membre del Partido Reformista de Melquíades Álvarez. Fou candidat de la Conjunció Republicano-Socialista per Alacant a les eleccions generals espanyoles de 1914, però no fou escollit. Sí que fou escollit per l'Aliança d'Esquerres a les eleccions generals espanyoles de 1918. A les eleccions de 1919 i 1920 es presentà novament, però no fou escollit. A les eleccions de 1923 fou proposat com a candidat de la Unió d'Esquerres, però en renuncià per a ser escollit senador. Aleshores era proper al Partit Liberal.
Durant la Segona República Espanyola fou comissari general de l'ensenyament de Catalunya, organisme creat arran dels fets del sis d'octubre de 1934 per assumir les competències educatives de la Generalitat de Catalunya.

## Obres
- Cartas de conspiradores. La revolución de septiembre, de la emigración al poder (1929), coelaborado con Rodolfo Llopis.